# Валентайн (Техас)
Валентайн (англ. Valentine) — місто (англ. town) в США, в окрузі Джефф-Девіс штату Техас. Населення — 73 особи (2020).

## Географія
Валентайн розташований за координатами 30°35′19″ пн. ш. 104°29′43″ зх. д. / 30.58861° пн. ш. 104.49528° зх. д. (30.588611, -104.495314).  За даними Бюро перепису населення США в 2010 році місто мало площу 1,26 км², уся площа — суходіл.

### Клімат
| Клімат : Валентайн                                                  | Клімат : Валентайн | Клімат : Валентайн | Клімат : Валентайн | Клімат : Валентайн | Клімат : Валентайн | Клімат : Валентайн | Клімат : Валентайн | Клімат : Валентайн | Клімат : Валентайн | Клімат : Валентайн | Клімат : Валентайн | Клімат : Валентайн | Клімат : Валентайн |
| Показник                                                            | Січ.               | Лют.               | Бер.               | Квіт.              | Трав.              | Черв.              | Лип.               | Серп.              | Вер.               | Жовт.              | Лист.              | Груд.              | Рік                |
| Абсолютний максимум, °C                                             | 28,3               | 28,9               | 32,2               | 36,7               | 38,3               | 42,2               | 41,1               | 39,4               | 37,8               | 35,6               | 30,0               | 26,7               | 42,2               |
| Середній максимум, °C                                               | 15,7               | 18,3               | 22,2               | 26,7               | 30,9               | 34,3               | 33,4               | 32,4               | 30,0               | 26,1               | 20,2               | 15,9               | 25,5               |
| Середня температура, °C                                             | 6,4                | 8,8                | 12,2               | 16,4               | 21,1               | 25,2               | 25,3               | 24,4               | 21,7               | 17,1               | 10,9               | 6,7                | 16,4               |
| Середній мінімум, °C                                                | −2,8               | −0,8               | 2,2                | 6,3                | 11,2               | 16,1               | 17,2               | 16,4               | 13,5               | 8,1                | 1,7                | −2,4               | 7,2                |
| Абсолютний мінімум, °C                                              | −16,1              | −21,7              | −11,1              | −6,1               | −0,6               | 6,1                | 10,6               | 10,0               | 3,9                | −8,3               | −13,3              | −17,8              | −21,7              |
| Норма опадів, мм                                                    | 11                 | 12                 | 6                  | 11                 | 20                 | 51                 | 62                 | 56                 | 54                 | 34                 | 13                 | 13                 | 341                |
| Днів з опадами                                                      | 2,59               | 2,19               | 2,06               | 1,63               | 3,77               | 6,19               | 8,21               | 8,06               | 6,19               | 4,00               | 1,94               | 2,56               | 48,84              |
| ------------------------------------------------------------------- | ------------------ | ------------------ | ------------------ | ------------------ | ------------------ | ------------------ | ------------------ | ------------------ | ------------------ | ------------------ | ------------------ | ------------------ | ------------------ |
| Джерело: Western Regional Climate Center, Desert Research Institute |                    |                    |                    |                    |                    |                    |                    |                    |                    |                    |                    |                    |                    |

## Демографія
Згідно з переписом 2010 року, у місті мешкали 134 особи в 53 домогосподарствах у складі 37 родин. Густота населення становила 106 осіб/км².  Було 82 помешкання (65/км²).
Расовий склад населення:
| - 85,1 % — білих - 2,2 % — корінних американців - 11,2 % — осіб інших рас |

До двох чи більше рас належало 1,5 %. Частка іспаномовних становила 58,2 % від усіх жителів.
За віковим діапазоном населення розподілялося таким чином: 22,4 % — особи молодші 18 років, 56,7 % — особи у віці 18—64 років, 20,9 % — особи у віці 65 років та старші. Медіана віку мешканця становила 49,3 року. На 100 осіб жіночої статі у місті припадало 97,1 чоловіків;  на 100 жінок у віці від 18 років та старших — 89,1 чоловіків також старших 18 років.
За межею бідності перебувало 14,0 % осіб, у тому числі 31,6 % дітей у віці до 18 років та 0,0 % осіб у віці 65 років та старших.
Цивільне працевлаштоване населення становило 39 осіб. Основні галузі зайнятості: освіта, охорона здоров'я та соціальна допомога — 30,8 %, науковці, спеціалісти, менеджери — 28,2 %, сільське господарство, лісництво, риболовля — 20,5 %.